# Daiffa
Daiffa est l'une des rares dessinatrices connues, dans le monde arabe, à s’être lancée en autodidacte, dans le dessin de presse. 
Ses dessins témoignent de la vitalité de la lutte des femmes en Algérie et d'un humour féroce, dans des circonstances difficiles. 
Daiffa grandit dans un milieu conservateur qui ne reconnaît d'autre voie aux femmes que celles de mères et de femmes au foyer. Dès le début, son entourage, considère d'un mauvais œil ses "crayonnages" qu'il considère comme une perte de temps. Daiffa finira par se plier au sort réservé aux filles de son entourage. Mais le goût du crayonnage la reprendra, des années plus tard, ce qui la poussera à se remettre au dessin et à l’écriture, à l'insu de ses proches. Elle ira même jusqu'à s'inscrire et à passer des examens, toujours en cachette. Cela lui permettra, des années plus tard, de travailler en tant qu'enseignante, et à collaborer, dans divers journaux de presse écrite Algériens, comme rédactrice puis comme dessinatrice de presse. 
Daiffa demeure l’une des rares dessinatrices, connue, non seulement en Algérie mais également au Maghreb et dans le monde arabe. Ses dessins traitent en grande partie, de la condition de la femme en général, et de la femme algérienne en particulier. Elle a publié en 1994 un album, L'Algérie des femmes. 
Elle a exposé des dessins en mars 2004 au centre culturel la Clef à Paris.